# إبيكاب

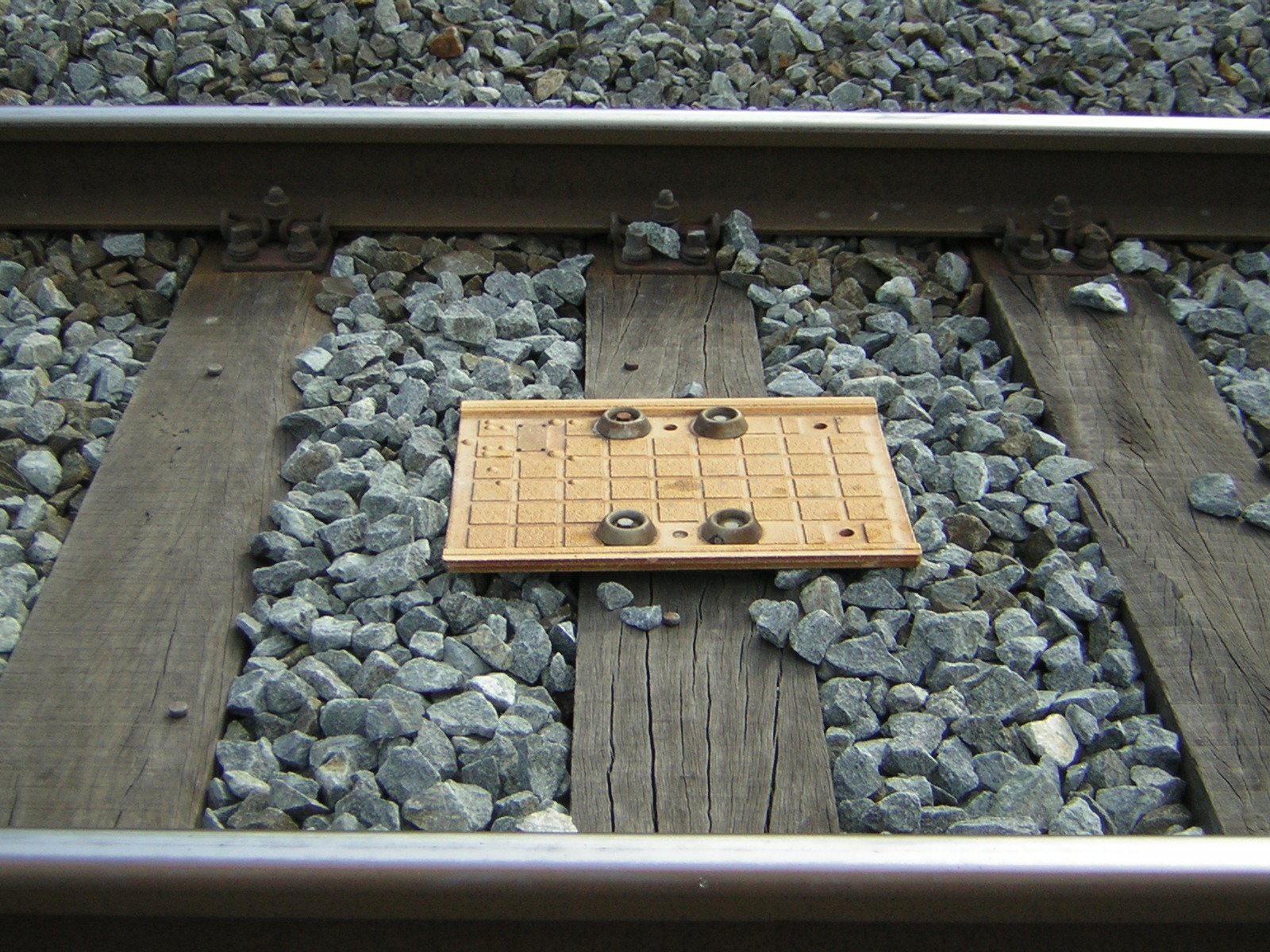

إبيكاب (EBICAB) هي علامة تجارية مسجلة من قبل بومباردييه للمعدات الموجودة على متن قطار تستخدم كجزء من نظام التحكم الآلي في القطار. تم اشتقاق كلمة EBICAB في الأصل من نظام أس أل أر (SLR) من إريكسون في السويد. تستخدم معظم القطارات في السويد والنرويج نظامًا مشابهًا على متن الطائرة ، أنسلدو L10000 (المعروف أكثر باسم ATC-2) من منافس بومباردييه أنسالدو أس تي أس (الآن هيتاشي لسكك الحديدية أس تي أس ).  تم تطوير ATC-2 أيضًا في السويد.
تستخدم هذه الأنظمة الموجودة على متن الطائرة أزواجًا من الموازين المركبة على العوارض. تميز أزواج الموازنات الإشارات في اتجاه واحد عن الاتجاه الآخر مع مراقبة السرعة شبه المستمرة ، وذلك باستخدام جانب الطريق لتدريب الإرسال الدقيق باستخدام مرسلات مستجيبات على جانب الطريق.